# Улица Петра Чайковского (Тбилиси)
Улица Петра Чайковского (груз. პეტრე ჩაიკოვსკის ქუჩა) — улица в Тбилиси, от улицы Павла Ингороквы до улицы Даниела Чонкадзе.

## История
Названа в честь великого русского композитора Петра Чайковского (1840—1893). Прежнее название — Консульская.
5 апреля 2010 года на углу улиц Чайковского и Ингорогвы, на фасаде дома, принадлежавшего бывшему государственному советнику Антону Соломоновичу Корханяну, была установлена памятная доска Джемалу паше, убитому 21 июля 1922 года здесь армянскими «народными мстителями» Петросом Тер-Погосяном, Арташесом Геворгяном и Степаном Цагикяном. 17 апреля 2010 года армянская община добилась снятия доски.

## Известные жители
В д. 12 у своего брата Анатолия Ильича останавливался в свои приезды в город П. И. Чайковский (мемориальная доска).
князь Иван Ратишвили
Вахтанг Кикабидзе